# Носратабад (Деліджан)
Носратабад (перс. نصرتاباد) — село в Ірані, у дегестані Джушак, у Центральному бахші, шахрестані Деліджан остану Марказі. За даними перепису 2006 року, його населення становило 0 осіб, що проживали у складі 0 сімей.

## Клімат
Середня річна температура становить 15,77 °C, середня максимальна – 34,96 °C, а середня мінімальна – -6,51 °C. Середня річна кількість опадів – 175 мм.
| Клімат поселення                              | Клімат поселення | Клімат поселення | Клімат поселення | Клімат поселення | Клімат поселення | Клімат поселення | Клімат поселення | Клімат поселення | Клімат поселення | Клімат поселення | Клімат поселення | Клімат поселення | Клімат поселення |
| Показник                                      | Січ.             | Лют.             | Бер.             | Квіт.            | Трав.            | Черв.            | Лип.             | Серп.            | Вер.             | Жовт.            | Лист.            | Груд.            |                  |
| Середній максимум, °C                         | 10,68            | 13,56            | 18,08            | 24,21            | 29,18            | 33,73            | 34,96            | 34,35            | 30,11            | 23,61            | 17,13            | 11,09            |                  |
| Середня температура, °C                       | 2,09             | 4,98             | 9,48             | 15,63            | 20,60            | 25,15            | 28,31            | 27,71            | 23,46            | 16,97            | 10,49            | 4,44             |                  |
| Середній мінімум, °C                          | −6,51            | −3,62            | 0,89             | 7,03             | 12,01            | 16,54            | 21,66            | 21,06            | 16,82            | 10,32            | 3,84             | −2,2             |                  |
| Норма опадів, мм                              | 30               | 28               | 33               | 22               | 14               | 2                | 1                | 1                | 0                | 7                | 15               | 22               |                  |
| Середньомісячна швидкість вітру, м/с          | 1.32             | 2.03             | 2.60             | 2.94             | 2.74             | 2.52             | 2.57             | 2.40             | 2.14             | 2.17             | 1.51             | 1.40             |                  |
| Середньомісячна сонячна радіація, кДж/м²·день | 9981             | 13129            | 15649            | 18954            | 22711            | 26632            | 25913            | 24424            | 21353            | 16031            | 11692            | 9581             |                  |
| --------------------------------------------- | ---------------- | ---------------- | ---------------- | ---------------- | ---------------- | ---------------- | ---------------- | ---------------- | ---------------- | ---------------- | ---------------- | ---------------- | ---------------- |
| Джерело:                                      |                  |                  |                  |                  |                  |                  |                  |                  |                  |                  |                  |                  |                  |